# Marc Antoine Parseval
Marc Antoine Parseval (francès: Marc-Antoine Parseval des Chênes)  (Rosières-aux-Salines, 27 d'abril de 1755 - París, 16 d'agost de 1836) fou un matemàtic francès dels segles XVIII-XIX.

## Biografia
Va néixer a Rosières-aux-Salines, França, en el si d'una família aristocràtica. Va ser empresonat el 1792, durant la Revolució Francesa i va viure un temps a l'exili per les seves idees monàrquiques.
Va ser candidat a formar part de l'Acadèmia Francesa de Ciències cinc vegades, entre 1796 i 1828, però mai va resultar elegit. El 1795 es va casar amb Ursule Guérillot, però el matrimoni no va durar gaire, ja que es van divorciar poc després.

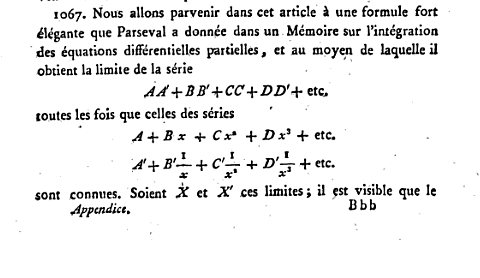
Pàgina del Traité du calcul differentiel de Lacroix (1800) on parla de l'identitat de Parseval.

Va publicar tan sols cinc articles sobre matemàtiques el 1806, sota el títol  Mémoires presents a l'Institut des Sciences, Lettres et Arts, par divers savants, et lus dans ses assemblées. Sciences mathématiques et physiques. (Savants étrangers.) , que contenia els cinc treballs esmentats:
1. "Mémoire sur la Resolution des Equations aux differences partielles linéaires du second ordre," (5 de maig de 1798).
2. "Mémoire sur les sèries et sur l'integration complète d'une Equation aux differences partielles linéaires du second ordre, à coefficents Constants," (5 d'abril de 1799).
3. "Integration générale et complète des Equations de la propagation du son, l'air Étant considerar avec ses trois dimensions," (5 de juliol de 1801).
4. "Integration générale et complète de deux Equations importants dans la mécanique des fluides," (16 d'agost de 1803).
5. "Méthode générale pour Sommer, par le moyen des integrals définies, la suite donnée par le théorème de M. Lagrange, au moyen de laquelle il trouve une valeur qui satisfait à une Equation algébrique ou transcendante," (7 de maig de 1804).

En la segona d'aquestes memòries va enunciar el teorema que porta el seu nom, però no el va demostrar perquè va considerar que era evident. El va desenvolupar en la memòria de 1805, i el va utilitzar per resoldre diverses equacions diferencials. El teorema va aparèixer imprès el 1800 com una part (p. 377) del Traité du calcul differentiel et du calcul integral de Sylvestre François Lacroix. Aquesta identitat de Parseval és important en moltes àrees de la matemàtica i de la física, i fins i tot es considera que és un estudi pioner de la relació entre l'espai i la representació del senyal del domini de la freqüència.